# Grand Prix Hradec Králové

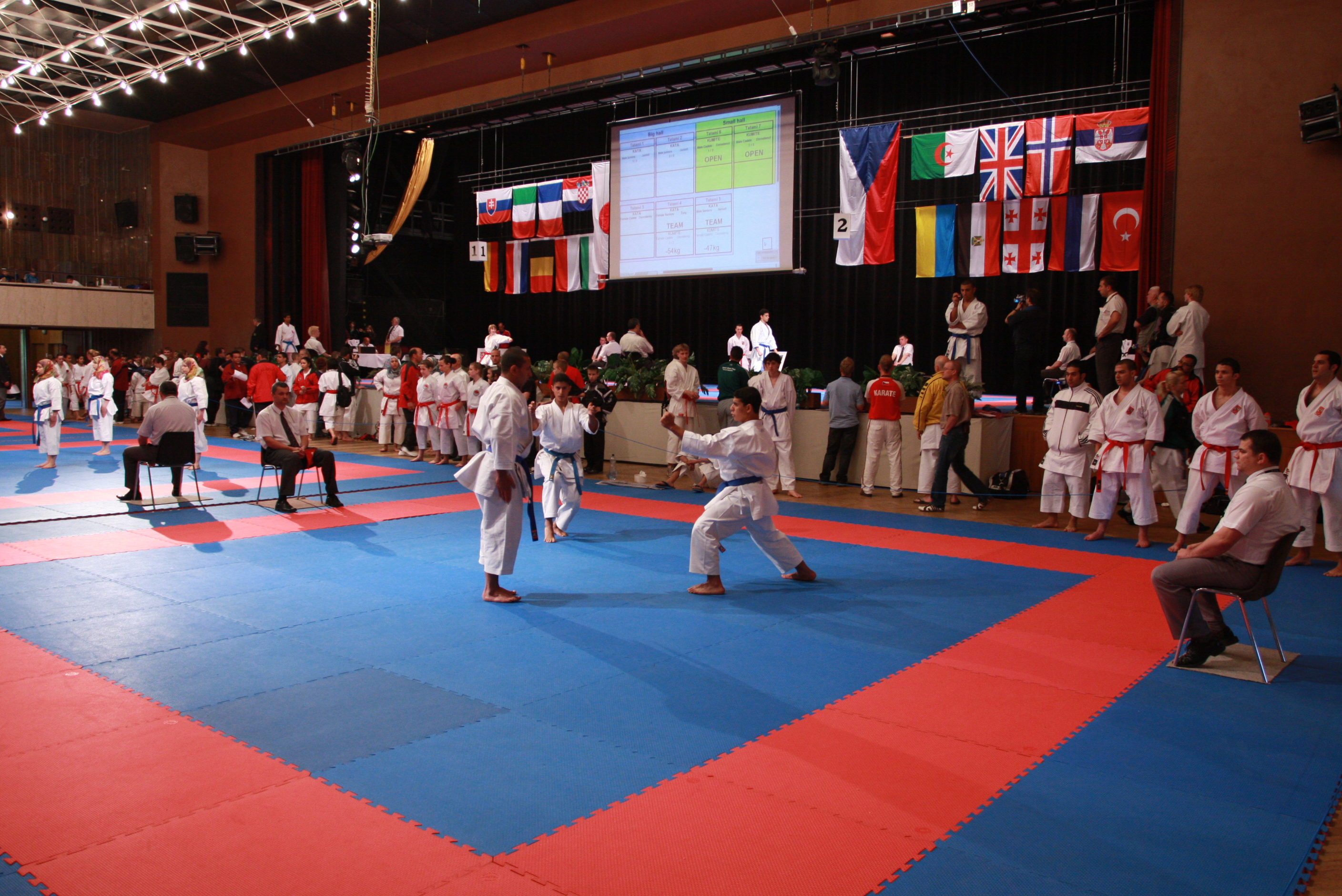
Grand Prix Hradec Králové

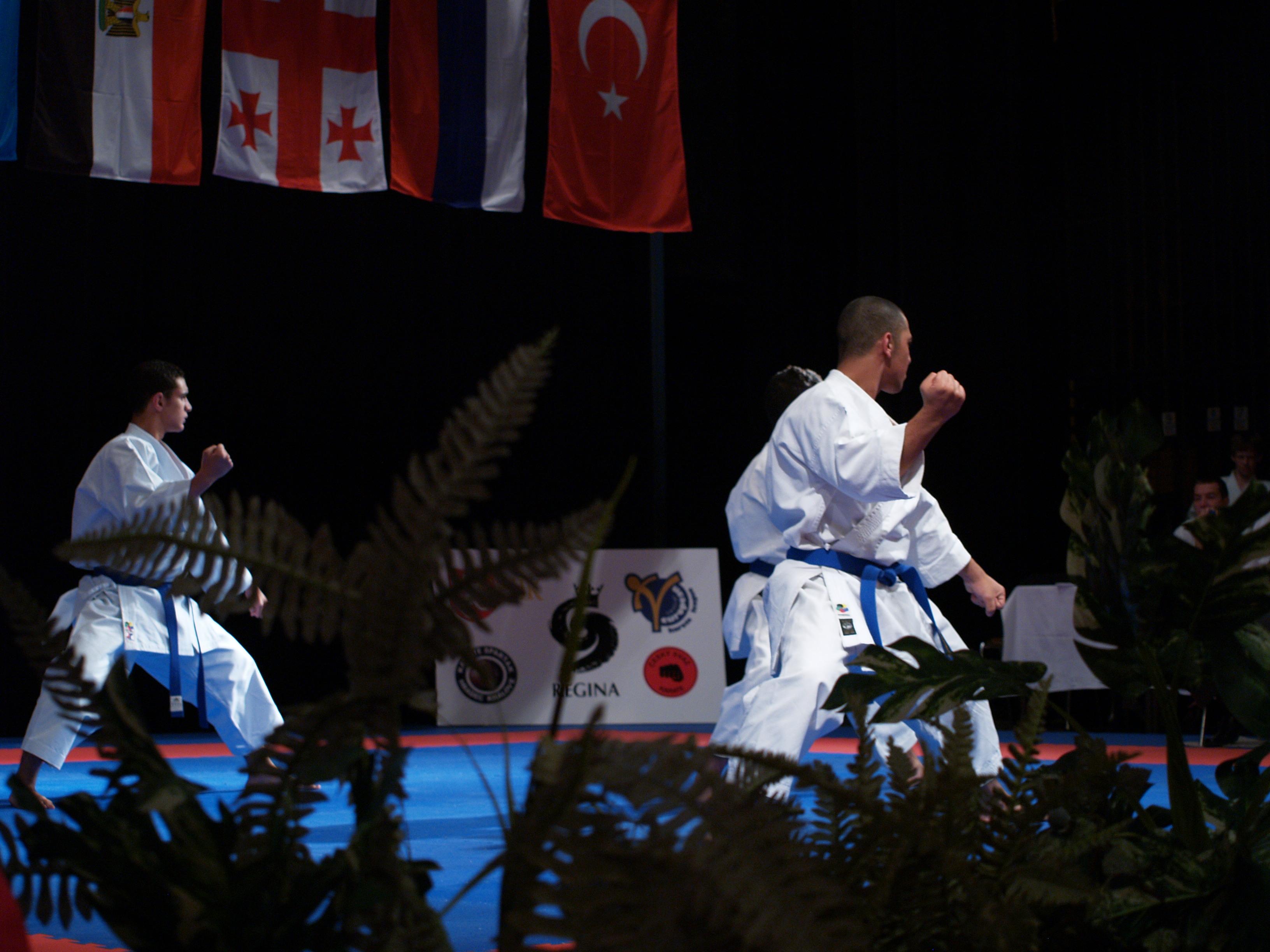
Grand Prix Hradec Králové

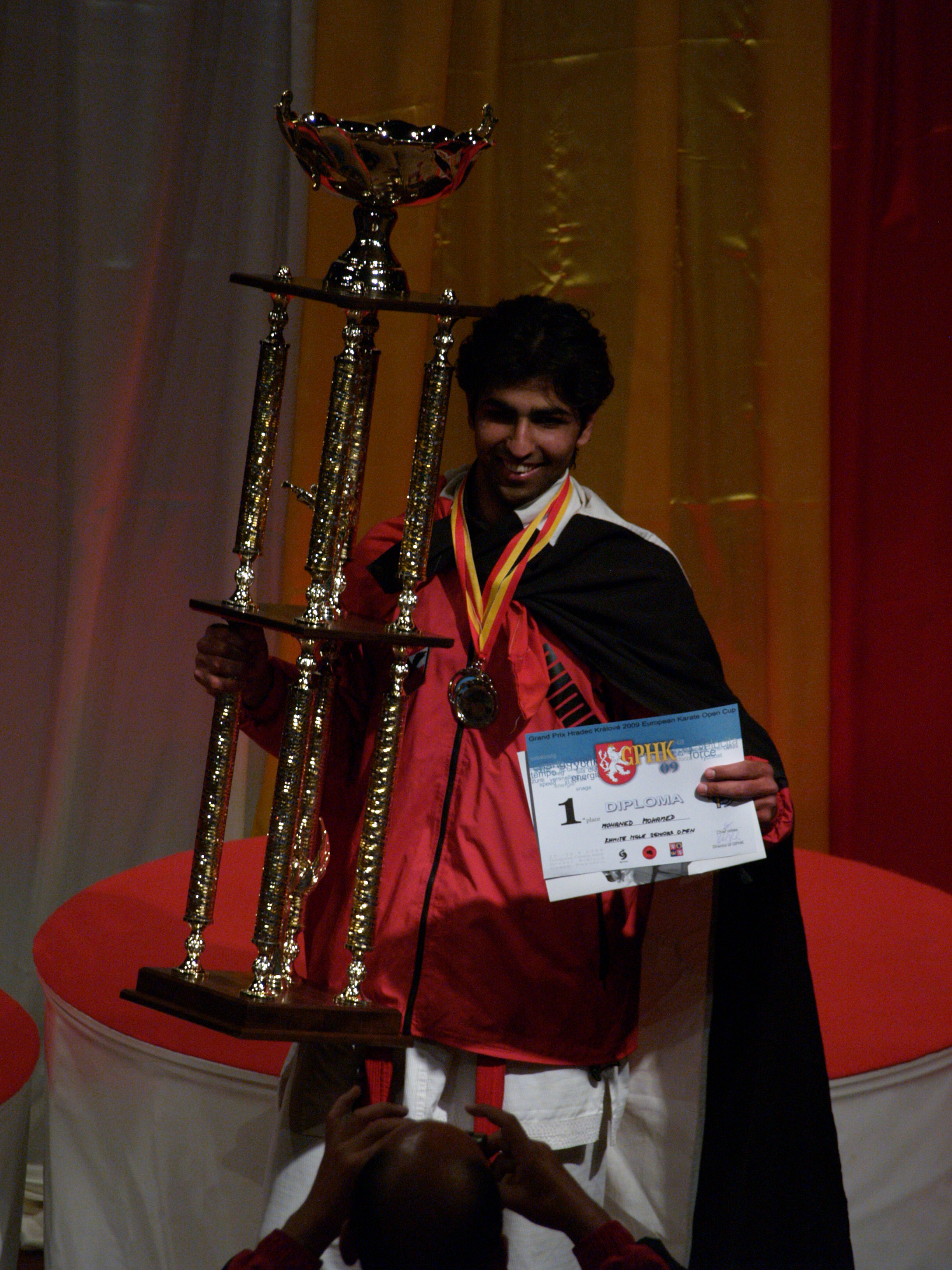
Grand Prix Hradec Králové

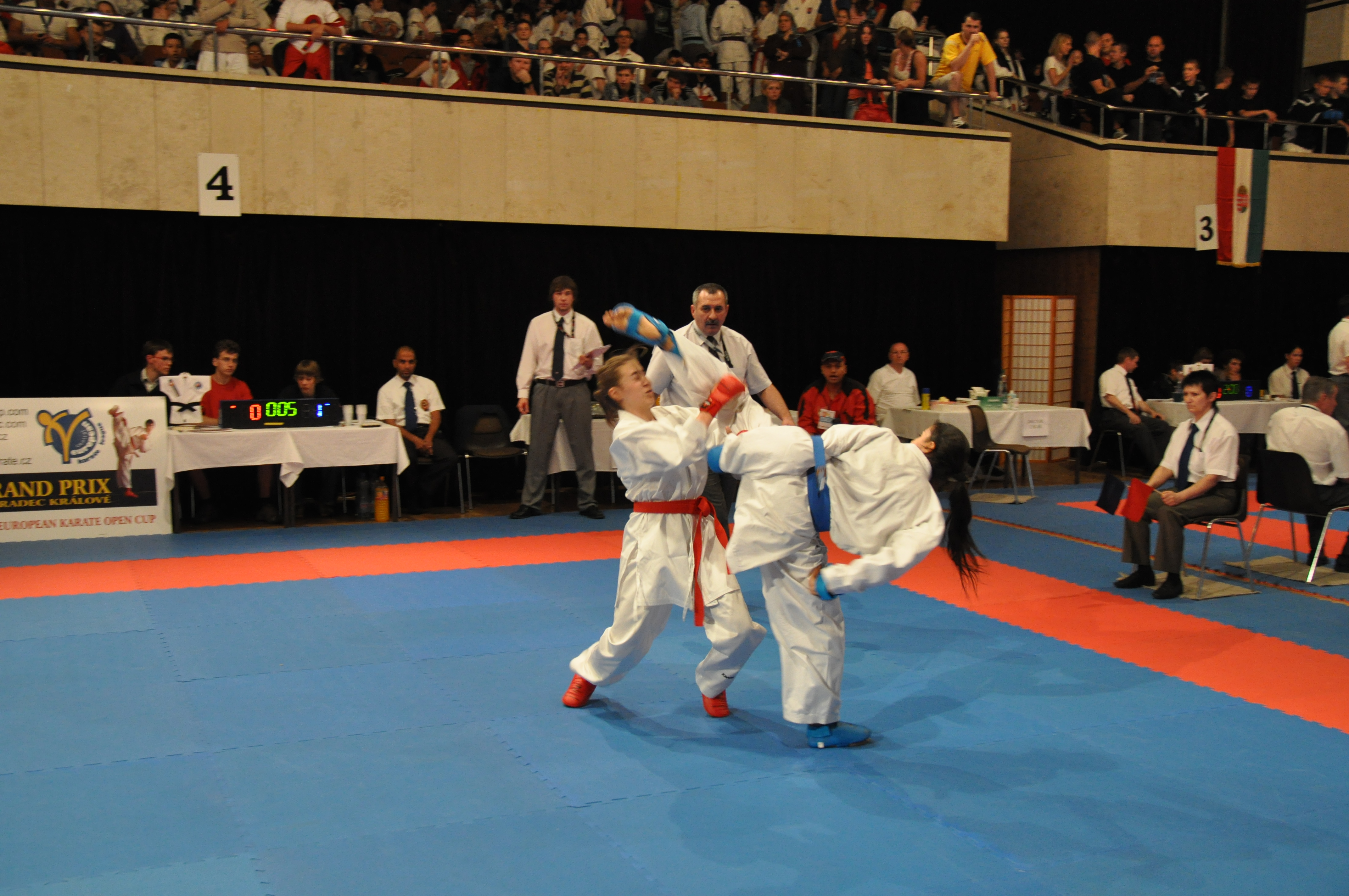
Grand Prix Hradec Králové

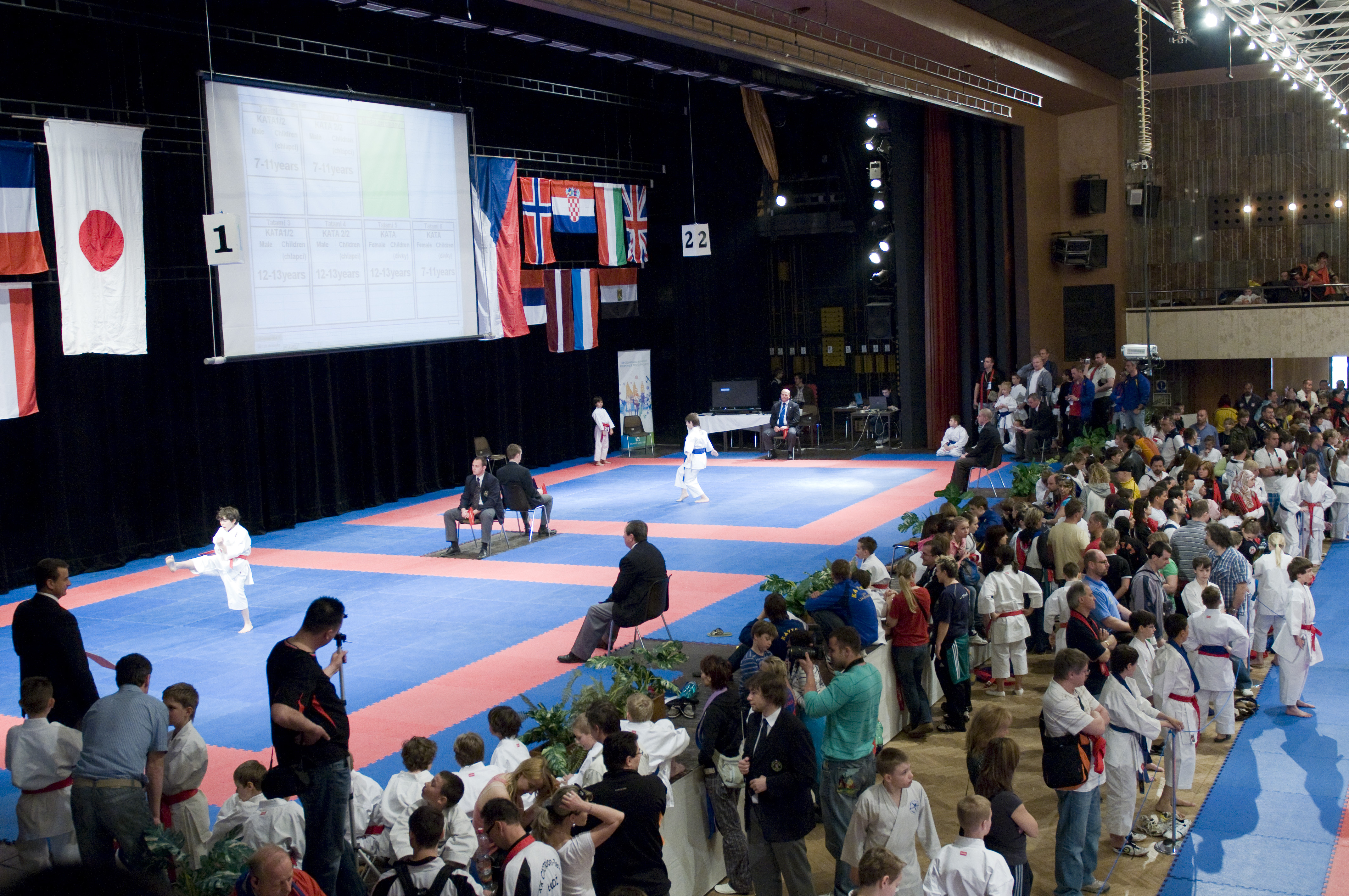
Grand Prix Hradec Králové

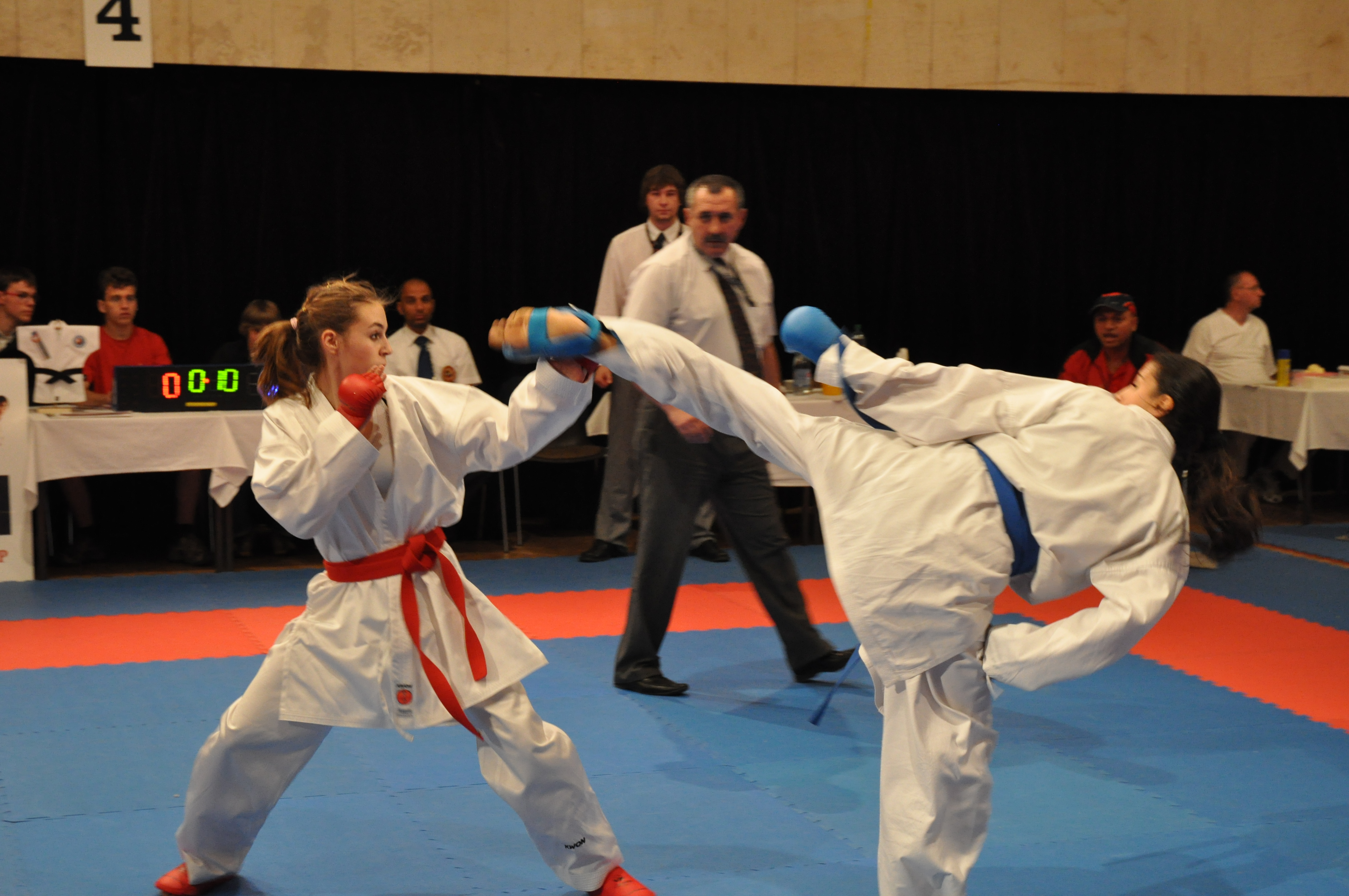
Grand Prix Hradec Králové

Grand Prix Hradec Králové je od roku 2006 největším turnajem karate v České republice. Největším počtem závodníků v soutěžních kategoriích se mohl pyšnit v roce 2010 a to 1390 soutěžících. GPHK pořádá klub SK Karate Spartak Hradec Králové, spolupořadatelem je Český svaz karate, Východočeský svaz karate, Královéhradecký kraj a město Hradec Králové, který má zařazenu GPHK mezi sérii nejprestižnějších akcí města s názvem Calendarium Regina. Soutěž je určena pro všechny věkové kategorie v disciplínách kata, kata tým, kumite a kumite tým.
Od roku 2006 do roku 2012 se turnaj konal v prostorách Kongresového centra Aldis Hradec Králové. Turnaj si vybudoval pověst především netradičním umístěním v kongresovém centru, otevřením kategorií kumite bez rozdílu hmotnosti (kumite open) téměř ve všech věkových kategoriích i specifickými cenami pro vítěze. Od roku 2009 se na GPHK bojuje i o finanční prémie.
V roce 2013 byl turnaj GPHK uspořádán poprvé ve sportovní hale Třebeš v Hradci Králové. Turnaj byl doplněn o venkovní prostory na rozcvičování, občerstvení i nákup karatistických potřeb. V roce 2014 byla na turnaji GPHK využita i nová malá hala, která sloužila závodníkům k rozcvičování, byla využita nová moderní časomíra a závodníkům byl poprvé povolen start ve dvou věkových kategoriích. V roce 2015 se v hale poprvé objevil maskot turnaje - lev, tedy symbol Hradce Králové i České republiky.
V roce 2016 došlo k další výrazné změně v historii turnaje, neboť soutěž byla přesunuta do prostor Fortuna Areny, tedy na nově zrekonstruovaný zimní stadion v Hradci Králové. Nové zázemí umožnilo organizátorům využít 8 tatami a dodalo turnaji vynikající prostředí.
V roce 2017 se turnaj Grand Prix Hradec Králové nekonal, neboť pořádající SK Karate Spartak HK organizoval v Hradci Králové Mistrovství Evropy SKIF (Shotokan Karate-do International Federation). A právě v této Světové federaci karate se konal 18. ročník GPHK v roce 2018. V roce 2019 opět bude mít turnaj roční pauzu a to z důvodu pořádání Mistrovství světa SKIF v Hradci Králové. 19. ročník GPHK se tak bude konat v roce 2019.

## Historie
| Turnaj    | Počet států | Počet klubů | Registrovaní závodníci | Počet soutěžících v kategoriích | Místo konání                | Datum konání   | Druh turnaje            |
| --------- | ----------- | ----------- | ---------------------- | ------------------------------- | --------------------------- | -------------- | ----------------------- |
| GPHK 2018 | 8           | 35          | 314                    | 708                             | Sportovní hala Třebeš       | 28.-29.4.2018  | Mezinárodní turnaj SKIF |
| GPHK 2016 | 12          | 112         | 738                    | 1231                            | Fortuna Arena               | 30.4.-1.5.2016 | Světový pohár karate    |
| GPHK 2015 | 12          | 120         | 809                    | 1299                            | Sportovní hala Třebeš       | 25.-26.4.2015  | Světový pohár karate    |
| GPHK 2014 | 16          | 91          | 728                    | 1150                            | Sportovní hala Třebeš       | 26.-27.4.2014  | Světový pohár karate    |
| GPHK 2013 | 17          | 100         | 708                    | 1048                            | Sportovní hala Třebeš       | 27.-28.4.2013  | Světový pohár karate    |
| GPHK 2012 | 16          | 96          | 708                    | 1024                            | Kongresové centrum Aldis HK | 21.-22.4.2012  | Světový pohár karate    |
| GPHK 2011 | 14          | 80          | 649                    | 1076                            | Kongresové centrum Aldis HK | 23.-24.4.2011  | Světový pohár karate    |
| GPHK 2010 | 19          | 120         | 903                    | 1390                            | Kongresové centrum Aldis HK | 24.-25.4.2010  | Světový pohár karate    |
| GPHK 2009 | 20          | 111         | 883                    | 1344                            | Kongresové centrum Aldis HK | 25.-26.4.2009  | CEKL                    |
| GPHK 2008 | 14          | 105         | 724                    | 1179                            | Kongresové centrum Aldis HK | 22.-23.3.2008  | CEKL                    |
| GPHK 2007 | 7           | 70          | 460                    | 1033                            | Kongresové centrum Aldis HK | 28.-29.4.2007  | Evropský pohár karate   |
| GPHK 2006 | 5           | 61          | 473                    | 944                             | Kongresové centrum Aldis HK | 29.-30.4.2006  | Evropský pohár karate   |
| VCHK 2005 |             |             |                        |                                 | Hala ZŠ Kukleny             | 16.-17.4.2005  | Turnaj karate           |
| VCHK 2004 |             |             |                        |                                 | Hala ZŠ Kukleny             | 3.4.2004       | Turnaj karate           |
| VCHK 2003 |             |             |                        |                                 | Hala ZŠ Kukleny             | 26.4.2003      | Turnaj karate           |
| VCHK 2002 |             |             |                        |                                 | Hala ZŠ Kukleny             | 25.5.2002      | Turnaj karate           |
| VCHK 2001 |             |             |                        |                                 | Hala SPŠS Hradec Králové    | 21.10.2001     | Turnaj karate           |
| VCHK 2000 |             |             |                        |                                 | Hala Sokol Hradec Králové   | 22.10.2000     | Turnaj karate           |

## Nejlepší kluby
| Rok  | Klub | Stát                |
| ---- | --- | ------------------- |
| 2008 | 1. Arashi Sportsclub 2. Karate České Budějovice 3. Kamura Ryu Ústí nad Labem 4. SC Banzai Berlin 5. Champions Club    | HUN CZE GER BEL     |
| 2009 | 1. Ahly Club 2.Maďarsko 3. Slovensko 4. Norsko 5. Arashi Sportsclub                                                   | EGY HUN SVK NOR HUN |
| 2010 | 1. Ahly Club 2. Belgrade K.F. 3. Ukrainian Team 4. Champion 5. Vojvodina                                              | EGY SRB UKR SRB     |
| 2011 | 1. Ukrainian Team 2.Karate České Budějovice 3. SK Kesl Ryu Shotokan 4. Team Lviv 5. Fight Club České Budějovice       | UKR CZE UKR CZE     |
| 2012 | 1. Ukrainian Team 2. Karate České Budějovice 3. Fight Club České Budějovice 4. Team Lviv 5. Siberian Karate League    | UKR CZE UKR RUS     |
| 2013 | 1. Ukrainian Team 2. Karate České Budějovice 3. Fight Club České Budějovice 4. Česká republika 5. Mizuchi Karate Team | UKR CZE NOR         |
| 2014 | 1. Ukrajina 2. Karate České Budějovice 3. Fight Club České Budějovice 4. Egypt 5. Donetskaya oblast                   | UKR CZE EGY UKR     |
| 2015 | 1. Egypt 2. Central Slovakia 3. Odessa United Team 4. Karate České Budějovice 5. Fight Club České Budějovice          | EGY SVK UKR CZE     |
| 2016 | 1. Central Slovakia 2. Karate Č.Budějovice 3. Team Viking Norway 4. Lotyšsko 5. Ukrajina                              | SVK CZE NOR LAT UKR |

### Období 2000-2001
Turnaj pořádán jako česká soutěž s nominací na Mistrovství ČR pro Východočeské závodníky v halách Sokol Hradec Králové a SPŠS Hradec Králové.

### Období 2002-2005
Turnaj na 4 roky zakotvil ve velké haly ZŠ Kukleny. Hala dala prostor pro rozšíření soutěže na mezinárodní turnaj. V roce 2004 už počet přihlášených závodníků stoupl na tolik, že boje na tatami končily kolem půlnoci a další rok se Grand Prix Hradec Králové muselo pořádat poprvé ve dvou dnech. V roce 2005 se už hala v Kuklenách ukázala pro počet závodníků i mezinárodní obsazení nedostačující a organizátoři museli hledat větší a reprezentativnější prostory.

### Období 2006-2012
Vzhledem k tomu, že v Hradci Králové není hala tak velkých rozměrů, které by uspokojila potřeby Grand Prix Hradec Králové přestěhovali organizátoři turnaje soutěž do Kongresového centra v Hradci Králové, kde probíhá ve dvou sálech, 2 tatami jsou umístěna na vyvýšením pódiu. Až do roku 2009 se počet přihlášených závodníků neustále zvětšoval, v roce 2008 a 2009 se proto sobotní finálové boje konaly až po půlnoci. Od roku 2010 organizátoři omezily některé kategorie a celkový počet soutěžících ve všech kategoriích se proto snížil.

### Rok 2013
V roce 2013 byl turnaj poprvé přesunut do Sportovní haly Třebeš. Důvodem byla především větší plocha pro tatami a plánovaná rozcvičovací hala. Hala v Třebši samozřejmě nedisponuje tak velkým zázemím jako Kongresové centrum, proto se mimozávodní aktivity přestěhovali ven, což potěšilo závodníky, trenéry i rozhodčí. Vzhledem k tomu, že v roce 2013 ještě nebyla zprovozněna rozcvičovací hala, byla vybudována venku krytá plocha na rozcvičování, dále cateringový stan a stánky s prodejem karatistických potřeb.

### Rok 2014
V roce 2014 se hale Třebeš soutěžilo po oba dny na šesti tatami a pro závodníky byla k dispozici také nová rozcvičovací hala se dvěma dalšími tatami. Poprvé se představila na Grand Prix také nová časomíra, zobrazující jména závodníků na tatami i těch, kteří se mají připravovat. Časomíra si posílá s centrálním losovacím počítačem pavouky po vnitřní síti, což vede k urychlení a zpřesnění organizace jednotlivých kategorií v průběhu závodu. Poprvé byl také závodníkům umožněn start ve dvou věkových kategoriích.

### Rok 2015
Rok 2015 se nesl ve znamení velkého poštu závodníků, celkem 1299 soutěžících, což se blíží k maximu z let 2009 a 2010, kdy se GPHK konala ještě v kongresovém centru Aldis. Rok 2015 zpestřil maskot turnaje - lev, tedy symbol Hradce Králové i České republiky. Opět byla řízena přes moderní časomíru, která byla oproti předchozímu roku ještě vylepšena. Na tatami pak dominovala egyptská reprezentace, která vybojovala celkem 22 zlatých medailí.

### Rok 2016
V roce 2016 se turnaj Grand Prix Hradec Králové poprvé konal ve Fortuna Areně, tedy na nově zrekonstruovaném stadionu v Hradci Králové. Nově prostředí nabídlo mnohem více prostoru, ale zároveň zachovalo vynikající atmosféru turnaje. Pořadatelům také umožnilo využít na ploše hned 8 tatami. Nejlepším týmem GPHK v roce 2016 se stal tým Central Slovakia, který zvítězil před klubem Karate České Budějovice a Team Viking Norway. První pětku pak doplnily ještě reprezentace Lotyšska a Ukrajiny.

### Rok 2018
V roce 2018 se Grand Prix Hradec Králové poprvé představila podle pravidel federace SKIF a to za účasti osmi států. Kromě domácích českých karatistů přicestovali do města pod Bílou věží také závodníci z Irska, Itálie, Polska, Slovenska, Dánska, Rumunska a Slovinska. Soutěže se konaly ve sportovní hale Třebeš, kde byl také v malé hale doplněn turnaj o semináře s významným japonským mistrem karate Masaru Miurou, 9.DAN. Nejvíce zlatých medailí (13) získal italský tým, za ním skončili závodníci domácího Spartaku a třetí příčku obsadila reprezentace Irska.